# Gui Guedes
Guilherme „Gui“ Borges Guedes (* 17. April 2002 in Santa Marta de Penaguião) ist ein portugiesischer Fußballspieler, der aktuell bei UD Almería in Spanien unter Vertrag steht und an den Zweitligisten CD Lugo verliehen ist.

## Karriere

### Verein
Gui begann seine fußballerische Ausbildung 2010 bei Santa Marta, wo er bis 2012 spielte und anschließend bei Vitória Guimarães in der Jugend war. In der Saison 2019/20 spielte er bereits dreimal in der U-23-Liga Portugals. In der folgenden Spielzeit 2020/21 spielte er dort 21 Mal und schoss drei Tore. Bei der 0:1-Niederlage debütierte er am ersten Spieltag der Saison 2021/22 nach Einwechslung gegen Portimonense SAD für die Profimannschaft. Dort spielte er bis zum Saisonende insgesamt fünf Mal in der Segunda División.
Am 23. Juni 2022 verpflichtete ihn dann der spanische Erstliga-Aufsteiger UD Almería. Nach nur einem Einsatz in der Copa del Rey wurde er Anfang Februar 2023 an den Zweitligisten CD Lugo verliehen.

### Nationalmannschaft
Gui kam bislang zu mehreren Einsätzen für verschiedene Jugendnationalmannschaften der Portugiesen.